# Abd al-Hamid Al-Katib
Această pagină se referă la un scriitor. Pentru alte persoane cu nume asemănătoare, vedeți: Abdul Hamid.
Abd al-Hamid Al-Katib (în arabă  عبد الحميد بن يحيى الكاتب) a fost un scriitor arab din perioada  califatului omeiad.
Acesta a ocupat de asemenea funcția de secretar al ultimului calif omeiad, Marwan al II-lea.

## Biografie
Abd-Al-Hamid bin Yahya l-Katib reprezintă unul dintre primii prozatori ai culturii arabe.
Acesta a fost un musulman de origine non-arabă, născut în jurul anului 688, cel mai probabil undeva în Iraq.
A studiat la Kufa, unul dintre cele două cele mai importante centre de cultură a lumii arabe medievale, unde a lucrat după aceea ca profesor
În cele din urmă devine secretar în cadrul administrației califatului omeiad de la Damasc începînd astfel o carieră pe care avea să o urmeze toată viața.
A făcut parte din anturajul a doi califi omeiazi importanți -Abd al-Malik și Marwan-redactând scrisori în numele acestora și promovând ideologiile lor.
Abd al-Hamid a dat dovadă de loialitate până în ultima clipă. Acesta a fost ucis în anul 750, anul în care noua putere a abbasizilor va răsturna califatul omeiad.
Epistolele lui Abd al-Hamid au fost transmise mai departe și studiate de către urmașii acestuia dintre care unii au făcut parte din aparatul administrativ al noului califat abbasid.

## Operă
Abd Al-Hamid este unul dintre primii scriitori arabi care promovează genul epistolar.
Numai o parte dintre lucrările sale au supraviețuit și aceasta numai fiindcă au fost redate și pomenite în scrierile altora.
Majoritatea scrierilor lui Abd Al-Hamid se regăsesc citate în antologia lui Ibn Tayfur cunoscută sub titlul de "Cartea Prozei și a Poeziei" ( Kitab al-Manthur wa-l-Manzum).
În această antologie se regăsesc cele mai importante scrieri ale lui Abd Al-Hamid.
Printre acestea se numără și lucrarea intitulată "Epistolă către scriitori"(Risala ila-l-kuttab).

## Începutul prozei în literatura arabă-genul epistolar
În perioada omeiadă, în domeniul prozei artistice,cuvântul a fost mai degrabă popularizat pe cale orală decât scrisă. 
Termenul "Khitaba" desemnează discursurile orale utilizate mai ales ca instrument politic.
Liderii politici și cei religioși din acea perioadă s-au remarcat prin arta oratoriei.
Pe de altă parte, în timp ce liderii politici și religioși se îndeletniceau cu arta discursurilor, limba arabă cunoaște un proces de evoluție în direcția unui nou stil de scriitură promovată de scribi-secretarii de stat care se ocupau cu redactarea documentelor administrative și a epistolelor.
Acești scribi erau în general non-arabi (majoritatea de origine persană) ,convertiți la islam. 
Se inițiază de asememnea un program de traducere a scrierilor și tratatelor din cultura popoarelor ce se aflau în orbita imperiului islamic. Aceste traduceri erau realizate de scribii califilor.
Există atestări conform cărora unul dintre secretarii califului ar fi tradus epistolele( în arabă -rasa`il)lui Aristotel către Alexandru.

## Tematică
Unele dintre cele mai importante epistole redactate de Abd al Hamid sunt fie descriptive fie au o notă personală.
În faimoasa sa lucrare intitulată "Risala ila-l-kuttab"(Epistolă către scriitori), Abd al-Hamid le oferă sfaturi membrilor de breaslă în ceea ce privește educația și comportamentul pe care aceștia trebuie să îl adopte față superiorii și colegii lor.
Majoritatea scrierilor lui Abd al-Hamid sunt redactate pe un ton oficial, abordînd în cea mai mare parte teme ce țin de viața publică. Epistolele sale sunt adesea redactate în numele unor înalți demnitari  sau califi omeiazi.
Unele dintre scrisori dezbat probleme guvernamentale, altele descriu fapte semnificative ale califilor iar altele laudă victoriile musulmanilor asupra non-musulmanilor.

Multe dintre scrisorile sale abordează de asemenea tematica obedienței sau a rebeliunilor și a dezacordurilor civile (acestea sunt desemnate adesea de termenul arab "fitna" ce se poate traduce prin sciziune sau separare).
Una dintre cele mai ample lucrări redactate de Abd al-Hamid se intitulează "Testament către prințul moștenitor" în care oferă sfaturi urmașului la tron al califului în chestiuni de ordin moral, religios și militar.

## Abd al-Hamid și Omeiazii
Prin intermediul scrierilor sale, Abd al-Hamid accentuează în special virtuțile religioase ale califilor omeiazi.
Îi descrie pe aceștia ca fiind pioși,cu frică de Dumnezeu și accentuează faptele religioase ale acestora descriind modul în care  desfășurau pelerinajul sau cum posteau în luna Ramadan.
Adesea în scrisorile sale glorifică faptele de arme ale omeiazilor, iar fiecare triumf al califilor în luptă este privit ca o dovadă a protecției oferite de  Dumnezeu acestora.
Prin lucrările sale, Abd al-Hamid oferă o imagine a califilor omeiazi ca fiind desemnați apărători de drept ai comunității religioase musulmane.
Acest lucru este demonstrat mai ales de utilizarea frecventă a citatelor coranice în cadrul scrierilor sale.

## Contribuții
Abd Al-Hamid a introdus o serie de inovații în literatura arabă.
Combinînd cunoștințele deprinse în funcția de scrib al aparatului administrativ cu talentul literar, acesta reușește să creeze un stil literar nou, manipulînd instrumentele oferite de limba arabă și utilizînd adesea citate din Coran.
Dintre cele peste 1000 scrisori redactate de Abd al-Hamid, numai 100 de pagini au supraviețuit. Corpusul constă în 62 scrisori și fragmente dintre care 37 sunt cele mai semnificative.
În multe dintre lucrările lui Abd al-Hamid se oferă sfaturi unor conducători sau urmași la tron în chestiuni politice, relogioase sau sociale. 
Acest stil  reprezintă un prim pas în direcția viitoarei literaturipolitice islamice.
Principala contribuție pe care Abd al-Hamid a adus-o gândirii politice islamice prin scrisorile oficiale redactate a constat  în crearea cadrului teoretic al ideologiei omeiazilor, prezentăndu-i pe aceștia ca apărători neclintiți ai religiei islamice.
Abd al Hamid îi plasează pe omeiazi în contextul istoric universal: Dumnezeu a ales islamul ca religie fundamentală, l-a trimis pe profetul Mahomed într-un moment în care omenirea se afla la răscruce iar după moartea acestuia, Dumnezeu a creat o nouă instituție - califatul - ai cărei conducători moștenesc din calitățile profetice fiind desemnați în numele lui Dumnezeu.